# Лоліта (роман)
«Лолі́та» (англ. Lolita, рос. Лолита) — роман Володимира Набокова. Спочатку написаний англійською та опублікований у 1955 у Парижі, пізніше перекладений автором російською та опублікований у 1967 у Нью-Йорку.
Твір здобув світову славу завдяки інноваційному стилю ведення оповіді та своїй контроверсійній темі — стосункам головного героя і оповідача Гумберта Гумберта, чоловіка середніх літ, та його одержимості 12-річною дівчинкою Долорес Гейз і їхнім сексуальним зв'язкам.
Після публікації «Лоліта» стала класичним твором, що репрезентує літературу ХХ століття. Ім'я Лоліта у поп-культурі стало назовництвом для молодих дівчат, що рано починають сексуальне життя.
Номер 4 у Рейтингу 100 найкращих книг усіх часів журналу Ньюсвік.

## Екранізація
Роман було двічі екранізовано:
- 1962 — «Лоліта» (режисер — Стенлі Кубрик)
- 1997 — «Лоліта» (режисер — Едріан Лейн)

## Переклади українською
Перший український переклад «Лоліти» вийшов друком у травні 2008 року. Здійснив його П. Таращук. На вимогу власника авторського права, сина автора «Лоліти» Д. Набокова, український переклад був виконаний з російської версії роману. Він супроводжується примітками П. Бабая, де, зокрема, пояснюються деякі алюзії у творі.
У січні 2018 у видавництві КСД мав вийти переклад українською відомого перекладача Дмитра Дроздовського зроблений з оригіналу англійською, а не з автоперекладу автора російською. За незрозумілих обставин КСД згодом перенесла реліз українського перекладу на жовтень 2018 року, одночасно змінивши перекладача з Дмитра Дроздовського на Єлену Даскал.
- Владімір Набоков: Лоліта (2008). Переклад з російської: Петро Таращук, передмова та примітки Павла Бабая. Художники: Б. Бублик, В. Мурликін. Харків: Фоліо. 412 с. ISBN 978-966-03-4128-9
- Володимир Набоков. Лоліта (2018). Переклад з англійської: Єлена Даскал. Харків: КСД. 432 стор. 2018. ISBN 978-617-12-4560-0